# Лобазіха
Лобазі́ха (рос. Лобазиха) — селище у складі Тавдинського міського округу Свердловської області.
Населення — 27 осіб (2010, 46 у 2002).
Національний склад населення станом на 2002 рік: росіяни — 91 %.
Стара назва — Карабашка.